# Дегеула
Дегеула (груз. დეგეულა) — село в Грузии, в Горийском муниципалитете края Шида-Картли, в общине Атени.

## Расположение
Расположено на берегу реки Тана, на высоте 680 метров над уровнем моря. Отдалено на 11 километра от города Гори.

## Население
По результатам официальной переписи населения 2014 года в Дегеула проживало 125 человек (64 мужчин и 61 женщин).
| Год  | Численность, человек |
| ---- | -------------------- |
| 2002 | 197                  |
| 2014 | ▼ 125                |